# Oxinasphaera brucei
Oxinasphaera brucei är en kräftdjursart som beskrevs av Brian Frederick Kensley och Marilyn Schotte 2005. Oxinasphaera brucei ingår i släktet Oxinasphaera och familjen klotkräftor.
Artens utbredningsområde är Moçambique. Inga underarter finns listade i Catalogue of Life.